# Zaułek kochanków
Zaułek kochanków (ang. Lovers Lane) – amerykański horror filmowy z 1999 roku. Światowa premiera filmu miała miejsce 25 października 2000 roku.

## Fabuła
Podczas walentynkowego święta w ustronnym zakątku, zwanym Zaułkiem Kochanków, w bestialski sposób zostają zamordowani żona miejscowego szeryfa Harriet i Ward, mąż dyrektorki szkoły. Wszystko wskazuje na to, że ich spotkanie było miłosną schadzką. W pobliżu miejsca zbrodni zostaje schwytany psychopata Ray Hennessey, który oskarżony o podwójne zabójstwo trafia do zamkniętego szpitala psychiatrycznego. Po trzynastu latach Ray ucieka z zakładu.

## Obsada
- Anna Faris jako Janelle Bay
- Ed Bailey jako Ray Hennessey
- Diedre Kilgore jako Dee-Dee
- Ben Indra jako Bradley
- Sarah Lancaster jako Chloe Grefe